# Pternandra galeata
Pternandra galeata är en tvåhjärtbladig växtart som först beskrevs av Pieter Willem Korthals, och fick sitt nu gällande namn av Henry Nicholas Ridley. Pternandra galeata ingår i släktet Pternandra och familjen Melastomataceae. Utöver nominatformen finns också underarten P. g. elmeri.